# Polski Izvor, Burgas
Polski Izvor (în bulgară Полски Извор) este un sat în comuna Kameno, regiunea Burgas,  Bulgaria. 

## Demografie
Componența etnică a satului Polski Izvor
     Bulgari (96,33%)
     Nicio identificare (1,14%)
     Altele (2,52%)
La recensământul din 2011, populația satului Polski Izvor era de 436 locuitori. Din punct de vedere etnic, majoritatea locuitorilor (96,33%) erau bulgari. Pentru 1,14% din locuitori nu este cunoscută apartenența etnică.